# مشروع توثيق لينكس
مشروع توثيق لينكس (بالإنجليزية: Linux Documentation Project) ويرمز له اختصاراً LDP هو مشروع تطوعي يهدف إلى صيانة وحفظ أكبر قدر من وثائق جنو ولينكس وما يتعلق به. بدأ المشروع كوسيلة تتيح للهاكرز مشاركة الوثائق فيما بينهم ومع المستخدمين الآخرين، غالباً هذه الوثائق موجهة للمستخدم الخبير كمديري الأنظمة المحترفون، لكنها تحتوي أيضا على دروس للمبتدئين.

## تاريخ
بدأ المشروع في 1992 على موقع يعمل باستخدام بروتوكول نقل الملفات، ونشر على الويب في عام 1993 على MetaLab. ويعتقد أنه كان أول موقع ويب عن لينكس على الإطلاق.
يحتوي الموقع اليوم على 475 وثيقة، حوالي عشرة منهم بمقدار كتاب، وأغلبهم متاح للطباعة من قبل الناشر الرئيسي بما فيهم أوريلي.
في 1 سبتمبر 2008 أطلق الموقع ويكي للسماح بتفاعل أفضل مع المؤلفين والمستخدمين.

## محتوى
نشر المشروع عدد من المستندات التعليمية التي ترشد المستخدمين إلى اتخاذ خطوات محددة لتحقيق الهدف المنشود. هذه الأهداف في بعض الأحيان محددة للغاية، مثل إعداد مودم معين، وأحيانا واسعة جدا، مثل كيفية إدارة شبكة للحصول على مزود خدمة الإنترنت.
والأدلة تغطي موضوعات واسعة جداً، وهي وثائق بمقدار كتاب، وتكون غالباً حول مواضيع مثل الأمن أو الشبكات.
نشر الموقع قوائم عن الأسئلة الأكثر تكرارا وصفحات دليل يونكس ومستندات أخرى ومجلتين إلكترونيتين على الإنترنت.
أغلب المحتوى منشور تحت رخصة جنو للوثائق الحرة (GFDL) وتستخدم العديد من الرخص الأخرى التي تسمح بالتوزيع الحر. وتشجع السياسة الحالية على استخدام رخصة جنو للوثائق الحرة.

## وصلات خارجية
- مشروع توثيق لينكس
- ويكي مشروع توثيق لينكس نسخة محفوظة 25 يناير 2021 على موقع واي باك مشين.
- TLDP HowTo Generator.